# John Loughborough Pearson
John Loughborough Pearson (Bruxelles, 5 luglio 1817 – Londra, 11 dicembre 1897) è stato un architetto inglese.

## Biografia

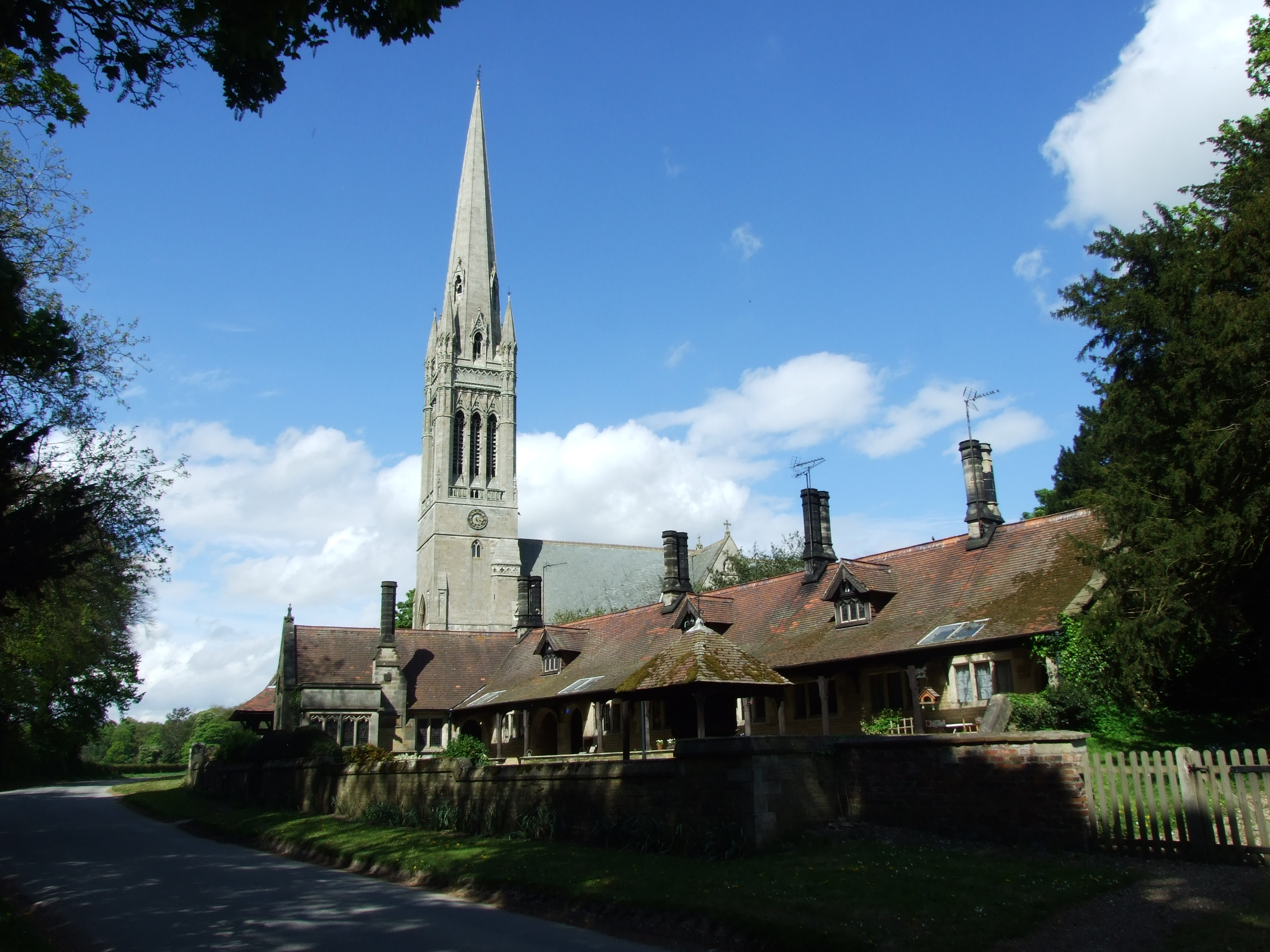
Saint Mary, Dalton Home, 1858

Pearson era il figlio di William Pearson, incisore, di Durham, e fu educato durante la sua infanzia lì. All'età di quattordici anni fu affidato a Ignatius Bonomi, architetto, di Durham, la cui clientela del clero contribuì a stimolare la lunga associazione di Pearson con l'architettura religiosa, in particolare di stile gotico.
Ben presto si trasferì a Londra, dove approfondì le sue conoscenze sotto la guida del Bonomin, di Salvin e di Philip Hardwick (1792-1870), architetto dell'Euston Arch e del Lincoln's Inn.
Dall'erezione della sua prima chiesa a Ellerker, nello Yorkshire, nel 1843, a quella di Saint Peter's, Vauxhall, nel 1864, i suoi edifici si caratterizzarono per la maniera geometrica e mostrarono una certa somiglianza tra di loro, ma l'eleganza delle proporzioni e la raffinatezza dei dettagli allontanarono la critica della semplice imitazione. Holy Trinity, Westminster (1848) e Saint Mary's, Dalton Holme (1858), risultarono gli esempi più importanti a cui Pearson si ispirò e alle quali lavorò. La sua carriera in proprio incominciò nel 1846 e nel 1880 ricevette la medaglia d'oro reale.
Pearson iniziò la sua carriera disegnando esclusivamente su prototipi medievali inglesi, ma incorporando sempre più idee dall'estero: Charles Locke Eastlake descrisse la Christchurch di Pearson ad Appleton-le-Moors nel North Yorkshire come "modellata sul primo e più severo tipo di gotico francese, con una mescolanza di dettagli di carattere quasi bizantino".
Saint Peter's Church, Vauxhall (1864), fu la sua prima chiesa a spiovente e il primo di una serie di edifici che portarono Pearson in prima linea tra i suoi contemporanei. Applicò lo stile "Early English" alle esigenze moderne e all'economia moderna con grande successo. Saint Augustine's, Kilburn (1871), Saint John's, Red Lion Square, Londra (1874), Saint Alban's, Conybere Street, Birmingham (1880), Saint Michael's, Croydon (1880), Saint John's the Evangelist, Upper Norwood (1881), Saint Stephen's, Bournemouth (1889) e All Saints Church, Hove (1889), furono esempi caratteristici della sua opera matura. Fece anche lavori di restauro su chiese più piccole, tra cui la Saint Edward's Church nel Gloucestershire.
Eletto membro della Royal Academy of British Architets, Pearson si dimostrò una delle ultime personalità del revival gotico, ricavando l'ispirazione soprattutto dalla architettura inglese del XIII secolo.
La sua opera più apprezzata fu la cattedrale di Truro in Cornovaglia, i cui lavori incominciarono nel 1879 e furono ultimate dal figlio F. L. Pearson.

## Opere
- Saint Augustine's, Kilburn (1871–1880);
- Saint John the Evangelist, Upper Norwood (1878–1887);
- Cattedrale di Truro Cathedral (1879–1910);
- Saint Agnes and Saint Pancras church;
- Saint Margaret's, Westminster;
- Christ Church, Appleton-le-Moors, Yorkshire;
- Cattedrale di Bristol;
- Cattedrale di Wakefield;
- Saint Matthew's church, Landscove, South Devon (1854);
- Saint Mary's Church, Catherston Leweston (1857–58);
- Saint Peter's Church, Vauxhall (1863–64);
- Saint Mary's Church, Lastingham (1879);
- Holy Trinity, Ayr (1886);
- Church of Saint John the Evangelist, Redhill (1889);
- Saint John, Friern Barnet (1890);
- Emmanuel College, Cambridge (1893);
- Saint Theodore's Church, Port Talbot (1895);
- Saint John the Evangelist, Upper Norwood (1887).

John Loughborough Pearson
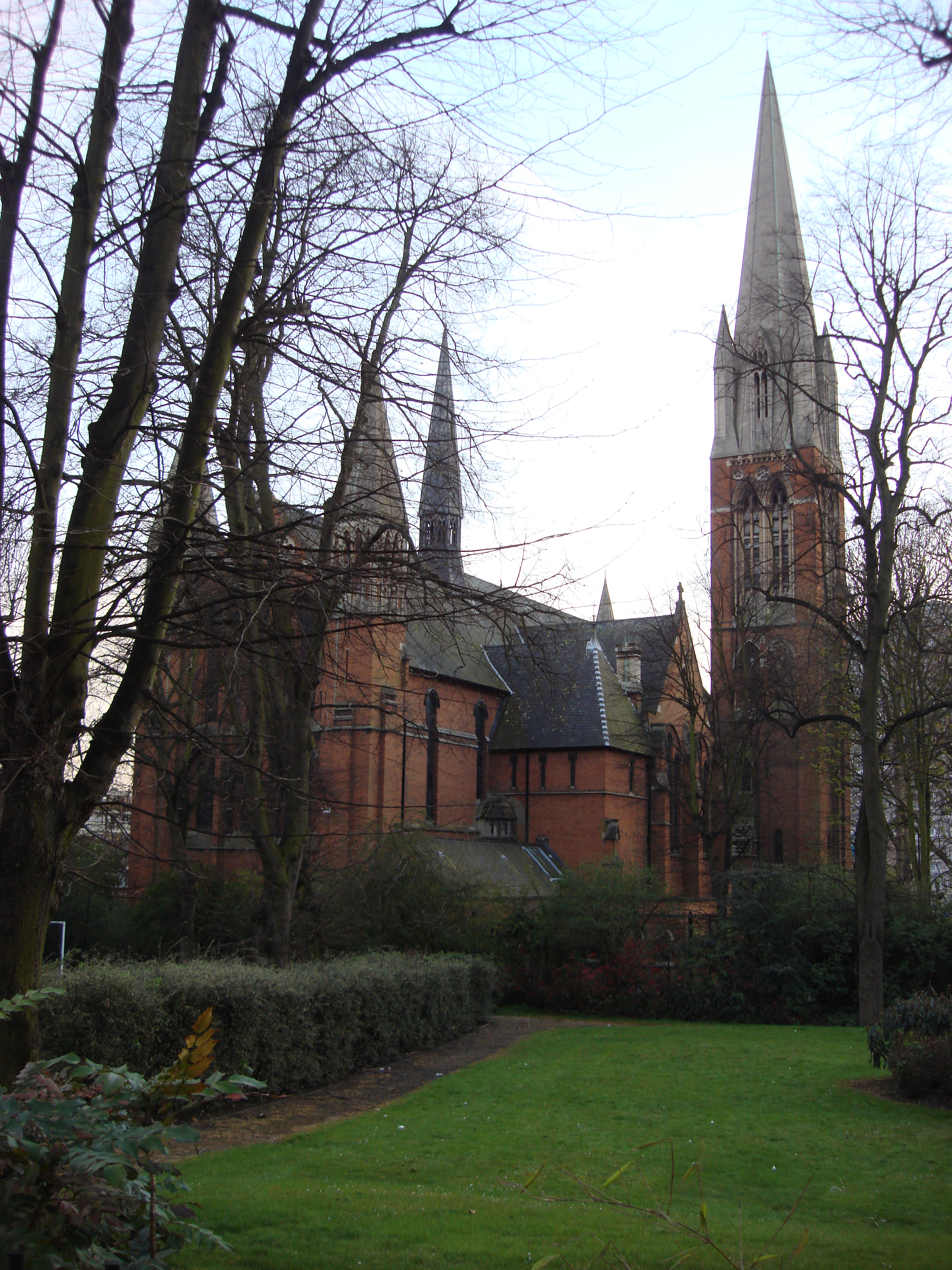
Saint Augustine's, Kilburn
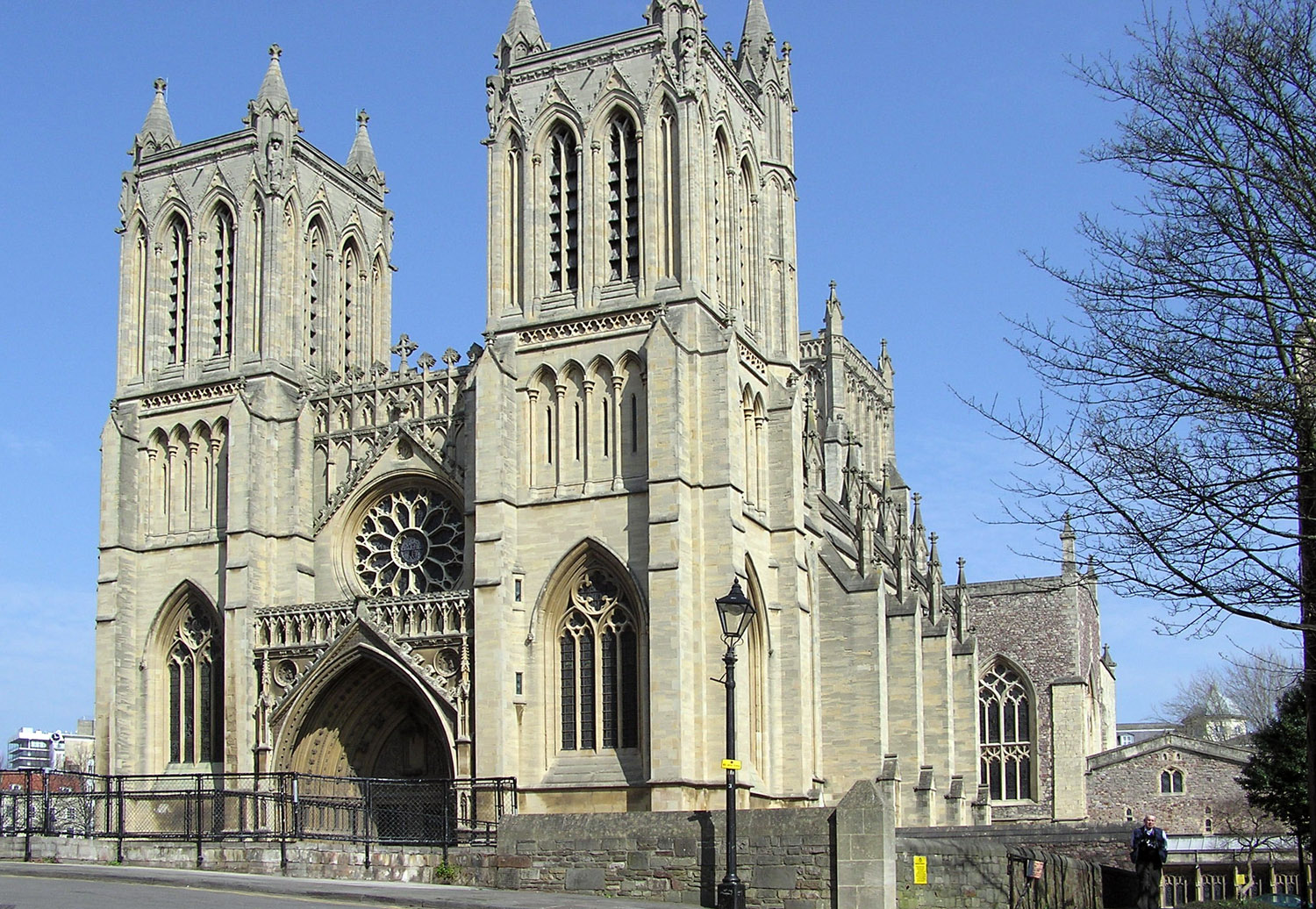
Cattedrale di Bristol, frontale occidentale
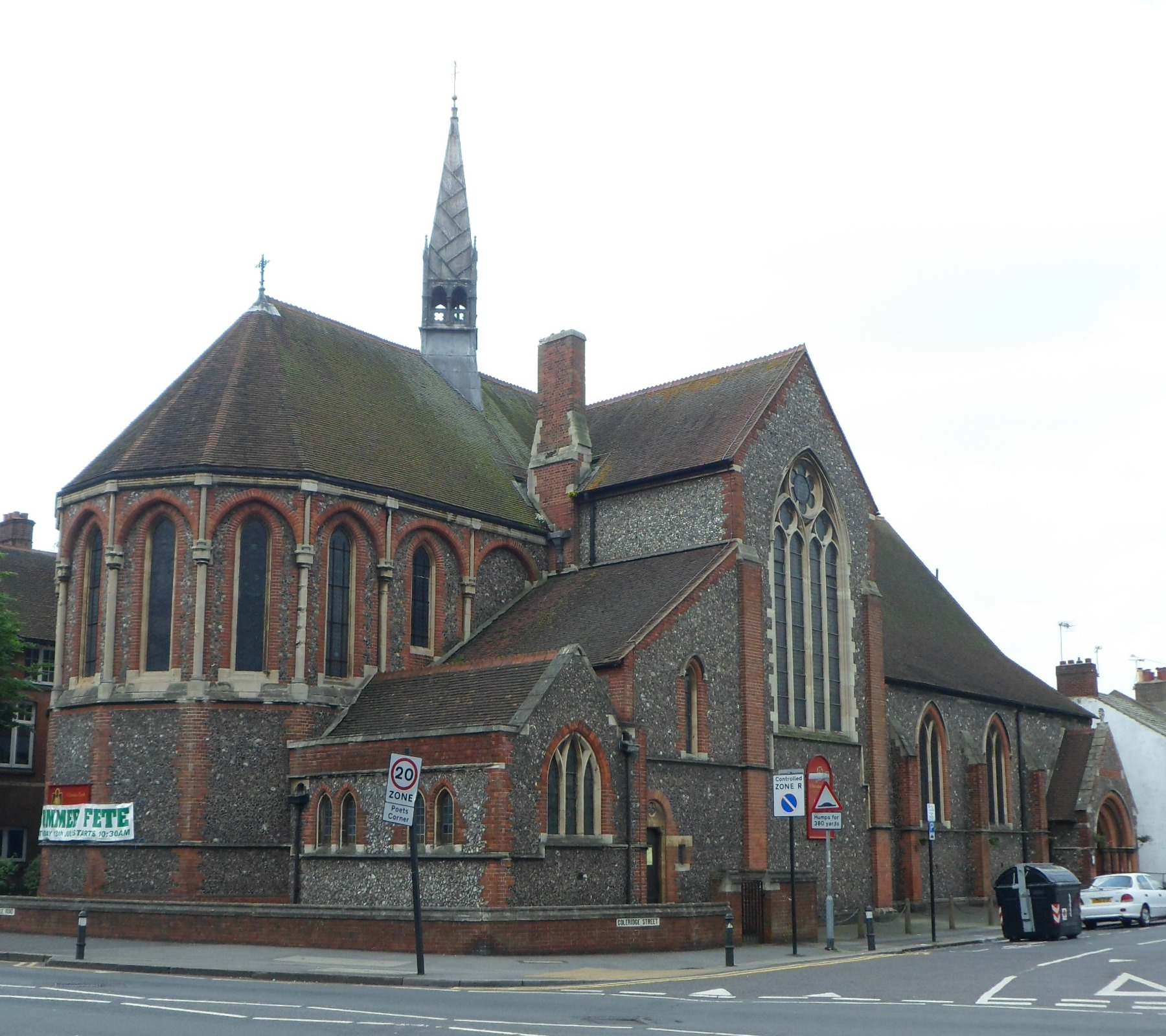
Saint Barnabas Church, Hove
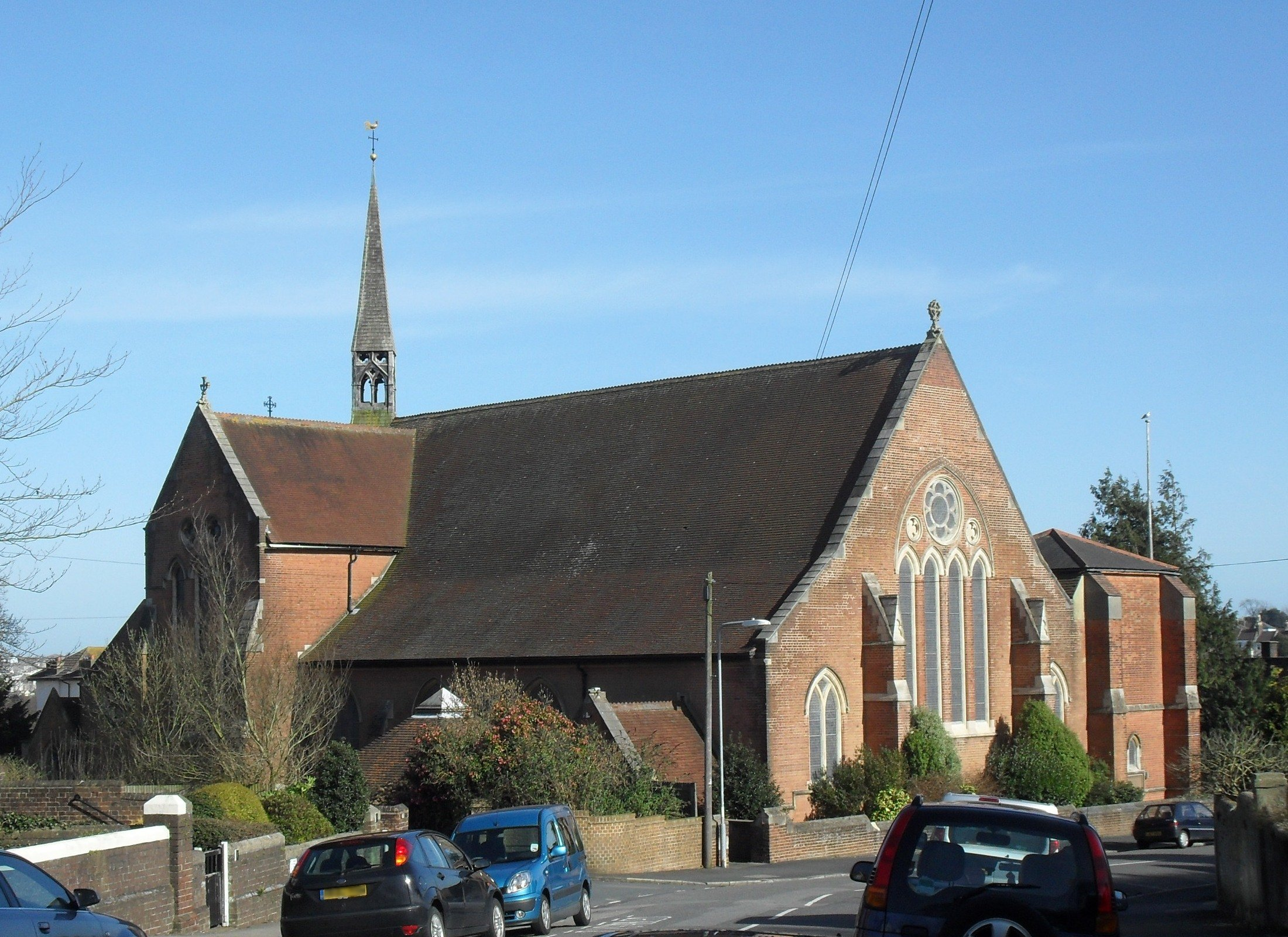
Saint Matthew's Church, Silverhill, Hastings
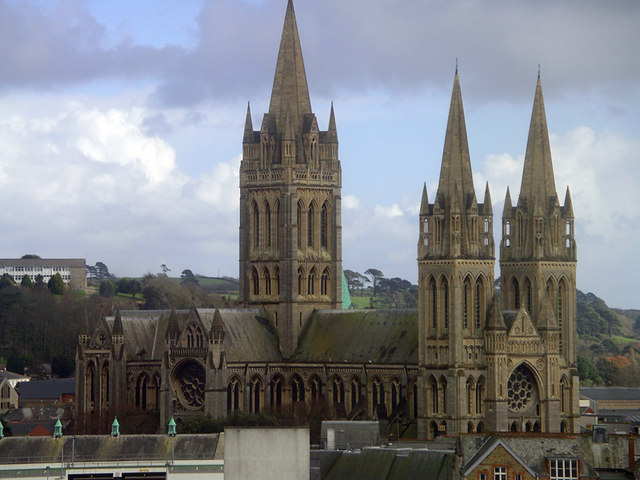
Cattedrale di Truro, Cornovaglia
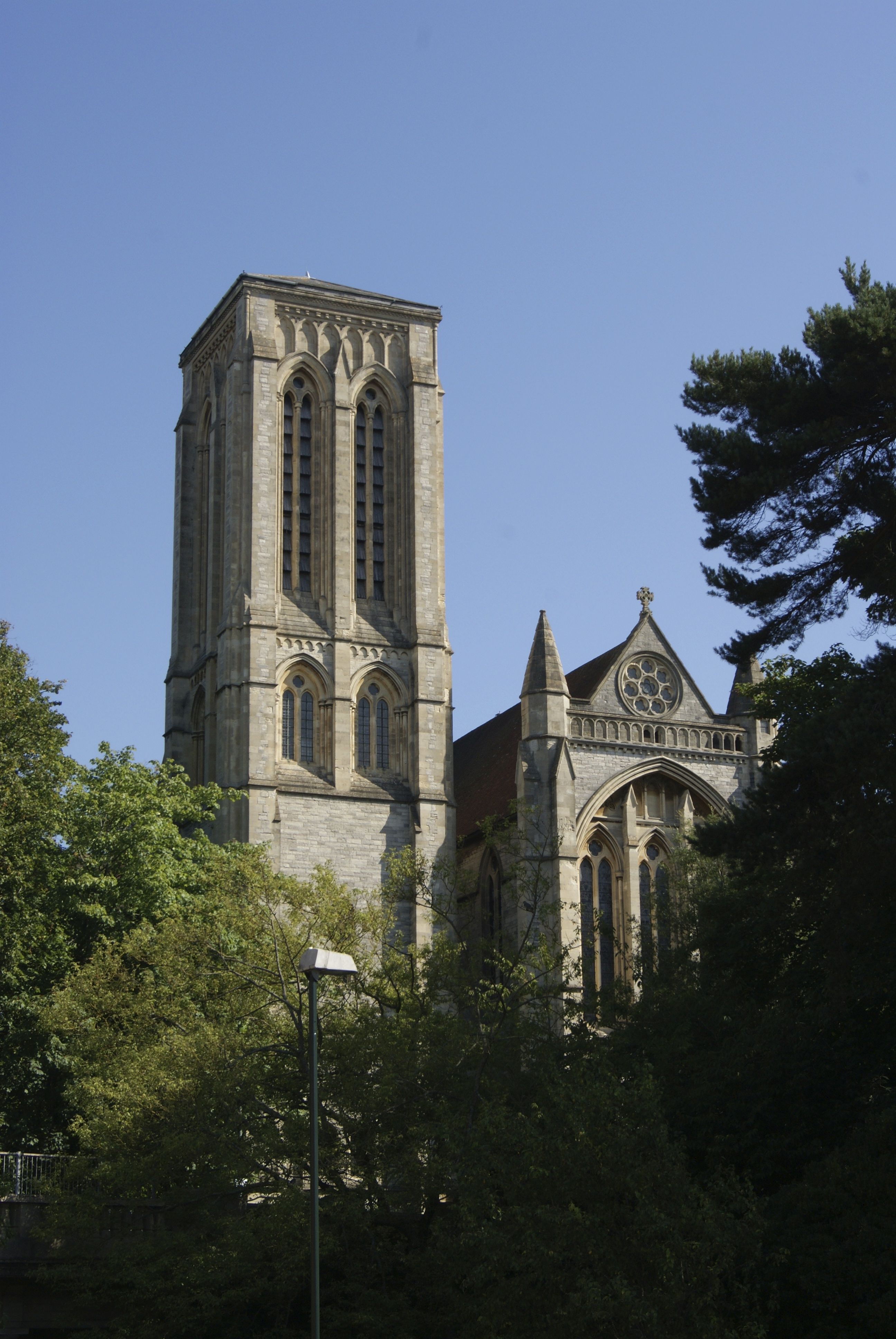
Saint Stephen's Church, Bournemouth, la torre